# Heuberg (berg i Österrike, Salzburg)
Heuberg är ett berg i Österrike.   Det ligger i distriktet Salzburg-Umgebung och förbundslandet Salzburg, i den centrala delen av landet, 250 km väster om huvudstaden Wien. Toppen på Heuberg är 901 meter över havet, eller 220 meter över den omgivande terrängen. Bredden vid basen är 6,3 km.
Terrängen runt Heuberg är kuperad österut, men västerut är den platt. Runt Heuberg är det ganska tätbefolkat, med 83 invånare per kvadratkilometer.. Närmaste större samhälle är Salzburg, 5,7 km sydväst om Heuberg.
I omgivningarna runt Heuberg växer i huvudsak blandskog.